# Acalypha amplexicaulis
Acalypha amplexicaulis é uma espécie de flor do gênero Acalypha, pertencente à família Euphorbiaceae.